# Black Nights Coming
Black Nights Coming är det svenska hardcorebandet Path of No Returns debutalbum, utgivet 2005 på det nederländska skivbolaget GSSR Records.

## Produktion
Black Nights Coming spelades in i Ear Studio, Uppsala av Carl Wikman, som också var producent. Skivan mixades av Wikman och Path of No return och mastrades av Peter in de Betou.

## Låtlista
Alla låtar är skrivna av Path of No Return.
1. "Face of Angels"
2. "Black Nights Coming"
3. "Later That Night..."
4. "In the Name of I"
5. "Hollywood Whores"
6. "When Drops of Sadness Fall"
7. "Holocaust"
8. "Sin Eater"
9. "Passion Dissolved"
10. "Roadkill"
11. "The Magnificent End"

## Personal
- Adam38 - fotografi
- Daniel Cederborg - gitarr
- Peter in de Betou - mastering
- Forsaken Design - design
- Adam Hector - sång
- Adam Holmkvist - bas
- Martin Jacobsson - trummor (krediterad som "Logan")
- Björn Larsson - fotografi
- Carl Wikman - mixning, inspelning, producent

### Fotnoter
1. 1 2 3  ”Black Nights Coming”. Discogs.com. http://www.discogs.com/Path-Of-No-Return-Black-Nights-Coming/release/793421. Läst 25 mars 2012.